# Hippolyte Boulenger
Hippolyte Boulenger, ook: Hippolyte Boulanger (Doornik, 3 december 1837 - Brussel, 4 juli 1874) was een Belgische landschapschilder uit het pre-impressionistische realisme. Hij was de voornaamste vertegenwoordiger van de School van Tervuren, waarin hij de voortzetting van het realistisch schilderen naar de natuur in de openlucht van de School van Barbizon zag.

## Jeugd
Boulenger bracht zijn jeugd door in Doornik en, na het overlijden van zijn vader in 1850, gedurende drie jaar in Parijs, waar hij leerde tekenen. Uit die tijd dateert een eenvoudige tekening Moulin de la Galette de Montmartre. Het staat niet vast of hij in die tijd in Barbizon is geweest of de Barbizonschilders heeft gekend. Maar enkele van zijn vroegste werken betreffen het Forêt de Fontainebleau. Mogelijk zijn dit echter kopieën van werken van Narcisso Virgilio Diaz de la Peña. In 1853, na de dood van zijn Parijse grootmoeder, kwam hij terug naar Brussel, waar zijn moeder ondertussen was gaan wonen. Enkele maanden later overleed ook zijn moeder. Hippolyte Boulanger was voortaan op zichzelf aangewezen.

## Opleiding
Hij begon te werken bij de ornamentist Paul Colleye. Op zijn aanraden ging hij vanaf september 1854 's avonds les volgen aan de Academie voor Schone Kunsten te Brussel in de 'landschapklas' bij Joseph Quinaux (1822-1895), en in de periode 1855-1856 bij de neoclassicistische schilder François-Joseph Navez, een leerling van Jacques-Louis David. Mogelijk voelde hij aan dat dit niet de richting was die hij wilde inslaan, want hij verliet de academie. Pas in oktober 1859 keert hij er terug als leerling van de historieschilder Pierre-Albert Roberti (1811-1864) en volgde er 'tekenen naar de natuur'.
Rond die tijd begon hij rond te zwerven in de omgeving van Brussel. Hij verbleef een tijdje in Ukkel en trachtte er zijn schilderijen te verkopen, maar verdiende ermee nauwelijks genoeg voor eten en onderdak. Bovendien hield hij van drank en vrolijk gezelschap in de herbergen onderweg.

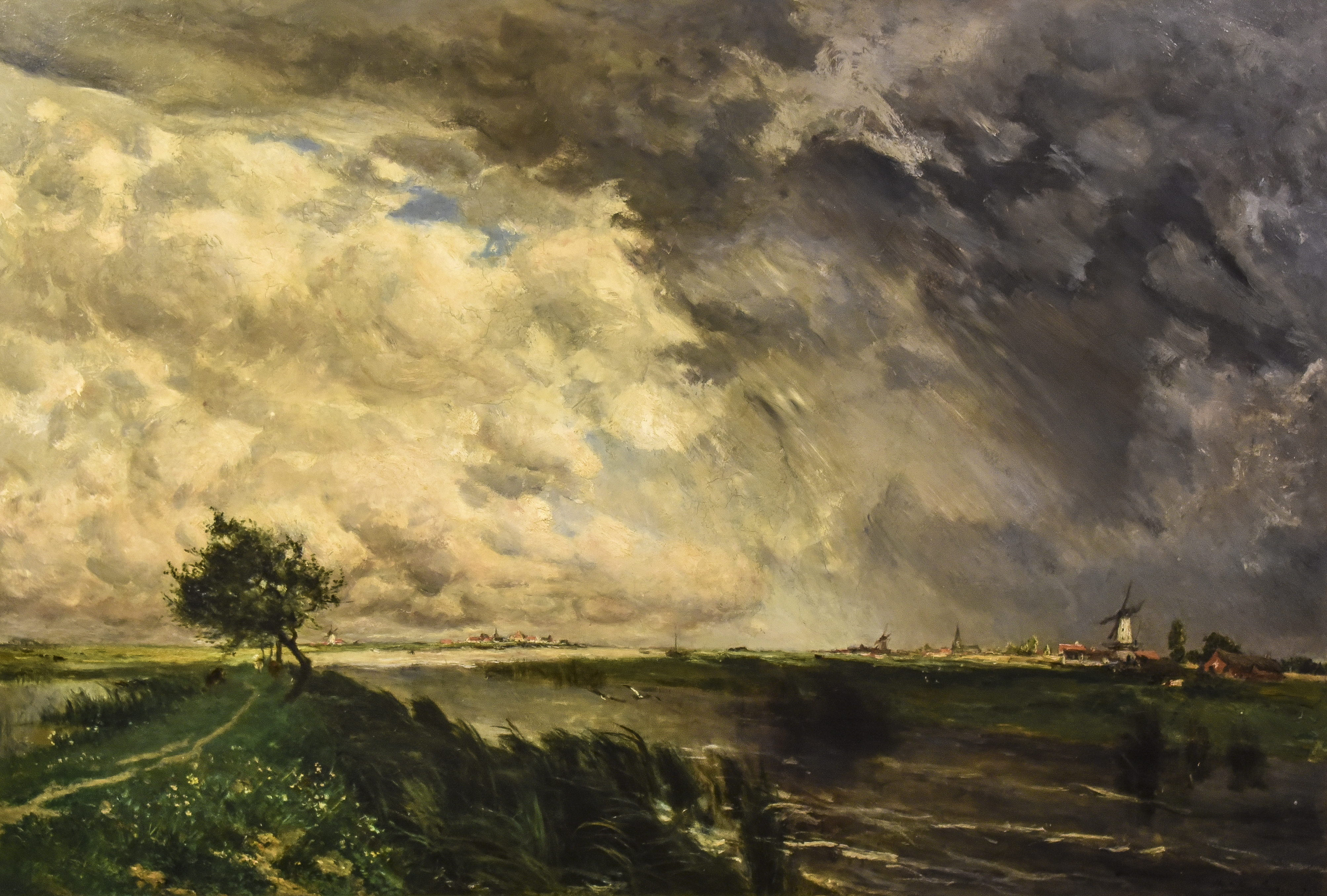
Onweer boven de Schelde, 1871

## Tervuren

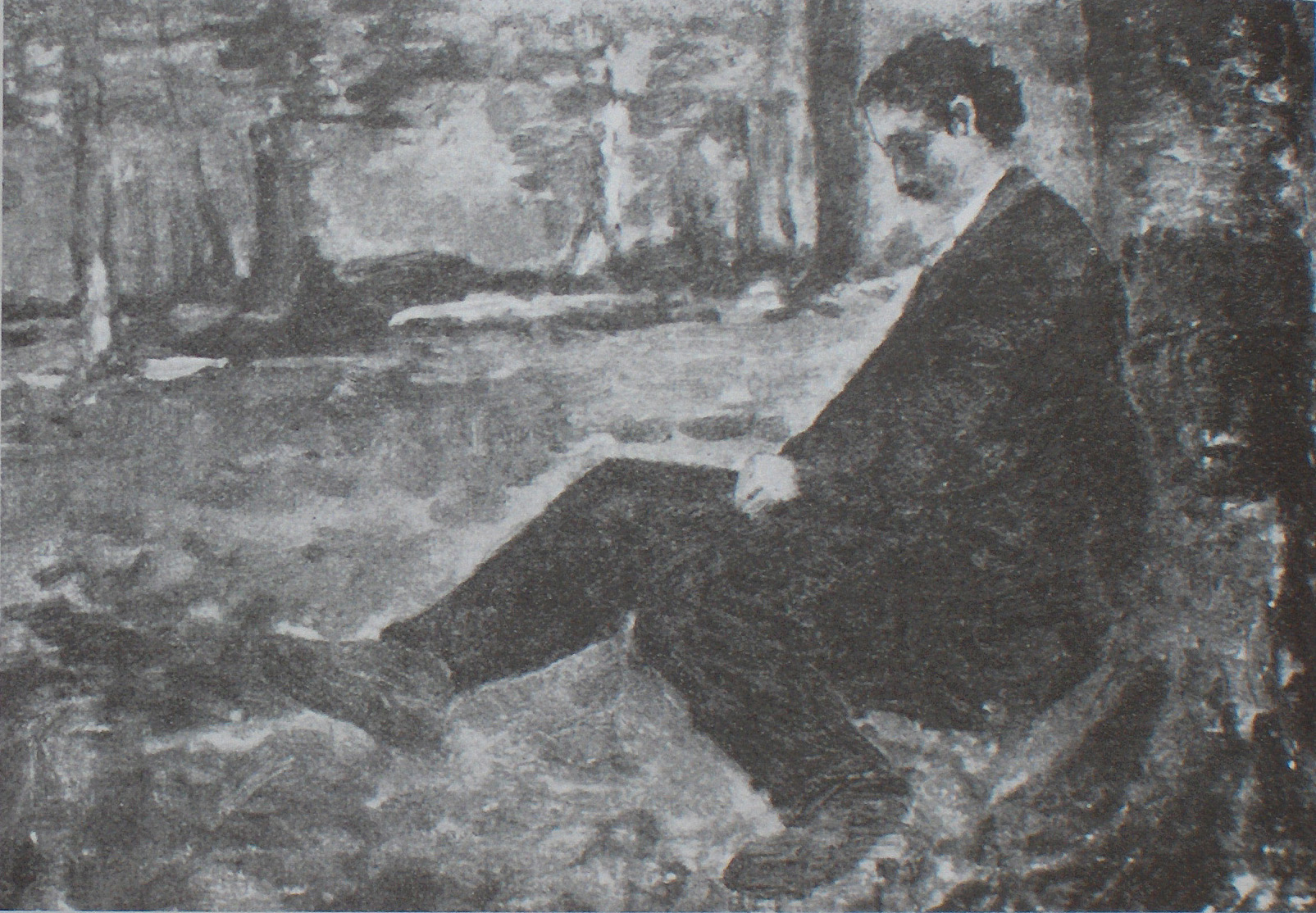
Hippolyte aan het schetsen in het bos te Tervuren, ca. 1863 door Camille van Camp

De ontmoeting, in 1863, met portretschilder Camille van Camp in Oudergem zou bepalend blijken voor de verdere loopbaan van Boulenger. Van Camp was in Barbizon geweest en beiden hadden ongeveer dezelfde ideeën over de schilderkunst. Hij werd materieel geholpen door van Camp en vond in de herfst van 1864 een gastvrij onderkomen te Tervuren, in de herberg In den Vos. Hier had Boulanger voor het eerst een wat meer geregeld leven en hij kon zich op gedreven wijze uitleven in zijn kunst. Hij legde hier de basis van zijn schilderstijl en vervolmaakte zich in het tekenen en schilderen. Zijn schulden in de herbergen in de omgeving betaalde hij dikwijls door het schilderen van een uithangbord. Uit die tijd dateren een groot aantal schetsboeken vol met gedetailleerde tekeningen van de natuur rond Tervuren, maar ook reeds enkele van zijn grootste werken waardoor hij uitgroeide tot een der grootste Belgische landschapsschilders.
Reeds in 1863 had hij deelgenomen aan een tentoonstelling in Brussel met één doek Landschap met dieren. Het bleef echter onopvallend tussen de werken van talloze debutanten. In 1864 had hij meer geluk. Zijn werk Gezicht op Oudergem in de Expostion des Artistes Belges werd aangekocht door de befaamde schilder Jean Robie. Hij was toen ook reeds opgevallen aan de kunstcriticus Camille Lemonnier, die hem niet langer een schilder noemde, maar een meester.
Hij werd de centrale figuur van de schilderskolonie in Tervuren, waartoe onder anderen behoorden Alphonse Asselbergs, Edouard Huberti en Joseph Coosemans.
Bij wijze van boutade vermeldde Boulanger op het Brusselse Salon van 1866, het eerste waar de Tervuurse schilders gezamenlijk aan deelnamen, School van Tervuren op de rugzijde van een van zijn werken. Zo gaf hij naam aan de groepering waarvan hijzelf de belangrijkste persoonlijkheid werd.
Hij schilderde in dezelfde periode ook in het kunstenaarsdorp Genk dat hij onder anderen samen met Jules Raeymaekers opzocht.

## Doorbraak
Hij betrok zijn eerste atelier (waarschijnlijk op voorspraak van Joseph Coosemans), in een van de stallingen van een gebouw dat vroeger behoorde bij het kasteel van de Brabantse hertogen. In begin 1867 begon hij ziek te worden. Zenuwcrisissen en een ernstige leveraandoening, veroorzaakt door zijn overdadig alcoholgebruik, sloopten zijn gezondheid en maakten hem depressief. Hij vertrok uit Tervuren en betrok een kamertje in Brussel. Hij probeerde hier nog enkele landschappen te schilderen, steunend op zijn geheugen. Maar hij kon zich niet hierin vinden en vertrok weer in de vrije natuur om te schetsen in de vallei van de Josafatbeek in het (toen nog) landelijke Schaarbeek. Deze studies leidden tot een van zijn meesterwerken De Josafatwetering te Schaarbeek

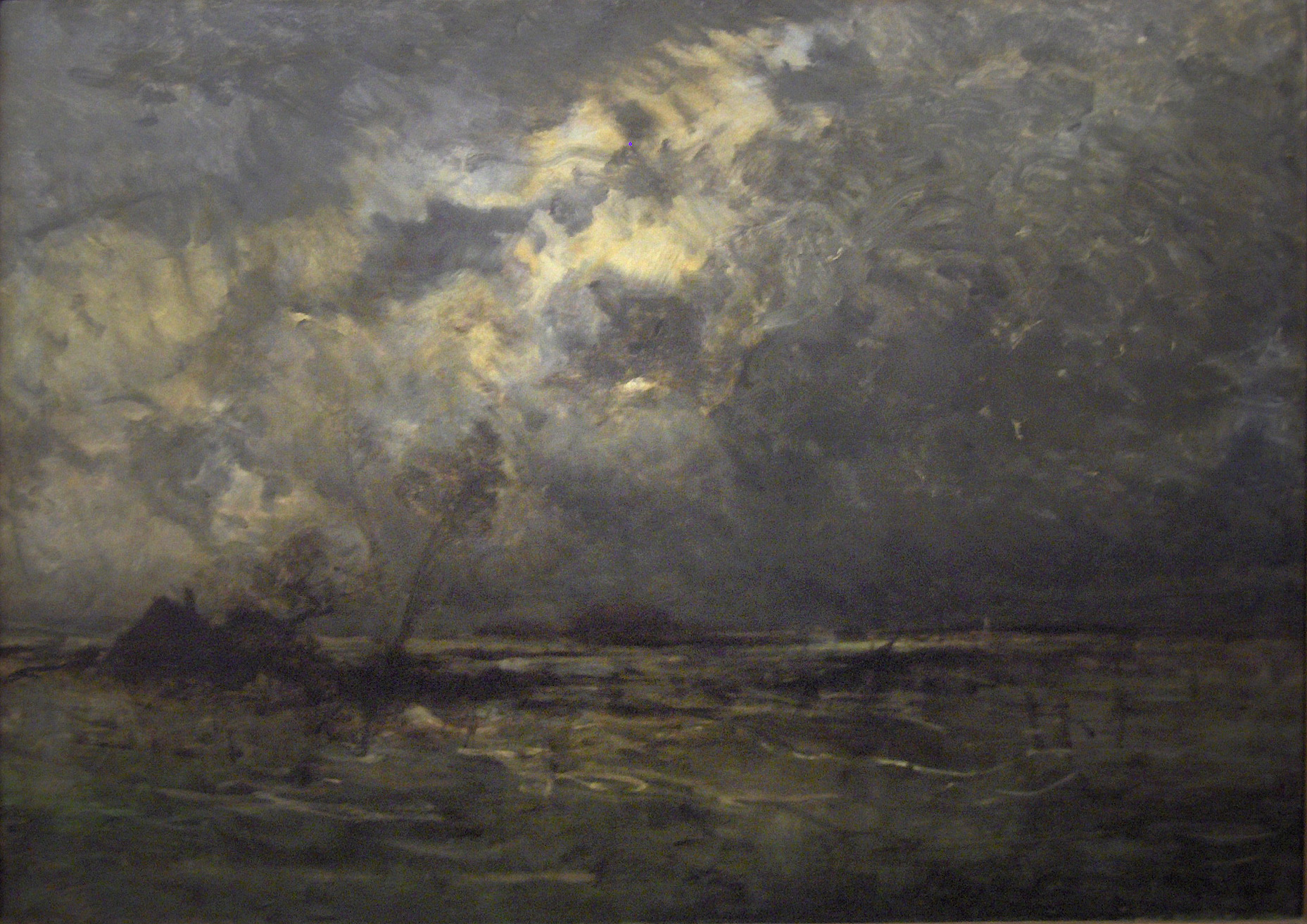
De overstroming, 1871, Koninklijke Musea voor Schone Kunsten, Brussel

Wegens zijn labiele geestelijke toestand werd hij in oktober 1867 door zijn arts naar Vichy in Frankrijk gestuurd. Zijn vrienden Van Camp en Alphonse Asselbergs zorgden voor wat reisgeld. Hij verbleef er zes weken en heeft er enkele doeken (onder andere De stenige stortbeek) geschilderd, veel getekend en enkele aquarellen gemaakt.
Na zijn huwelijk op 27 mei 1869 met Florentine-Léonie Du Pré ging hij in Zaventem wonen. Dit werd een korte periode waarin hij zijn geestelijk evenwicht terugvond. Het werd zijn vruchtbaarste periode op artistiek gebied. Er werden vier etsen van hem opgenomen in La Légende d'Ulenspiegel van Charles de Coster, dat verscheen in 1869. Hij kreeg ook in ruimere kringen artistieke erkenning en werd genoemd als de belangrijkste vernieuwende Belgische schilder, de "artistieke leider van het Belgische Barbizon". De School van Tervuren dat men vroeger als een lachertje had beschouwd werd nu, dankzij hem, als volwaardig beschouwd.
Hij leed toen echter al een jaar onder de symptomen van epilepsie. In de lente van 1870 keerde zijn gezin terug naar het Zoniënwoud bij Tervuren. In die periode schilderde hij De oude Haagbeukdreef, Tervuren . Hij toonde zich hiermee een meester in het genre. Hij behaalde met dit schilderij de gouden medaille op het Brusselse Salon van 1872. Dit was de enige officiële erkenning die hij ooit heeft gekregen. Uit die periode stamt ook "De Sint-Hubertusmis te Tervuren" (waarvan er twee voorstudies bestaan) dat een uitzondering vormt in zijn uitgebeelde thema's en trouwens zijn enig gekend volkse tafereel.

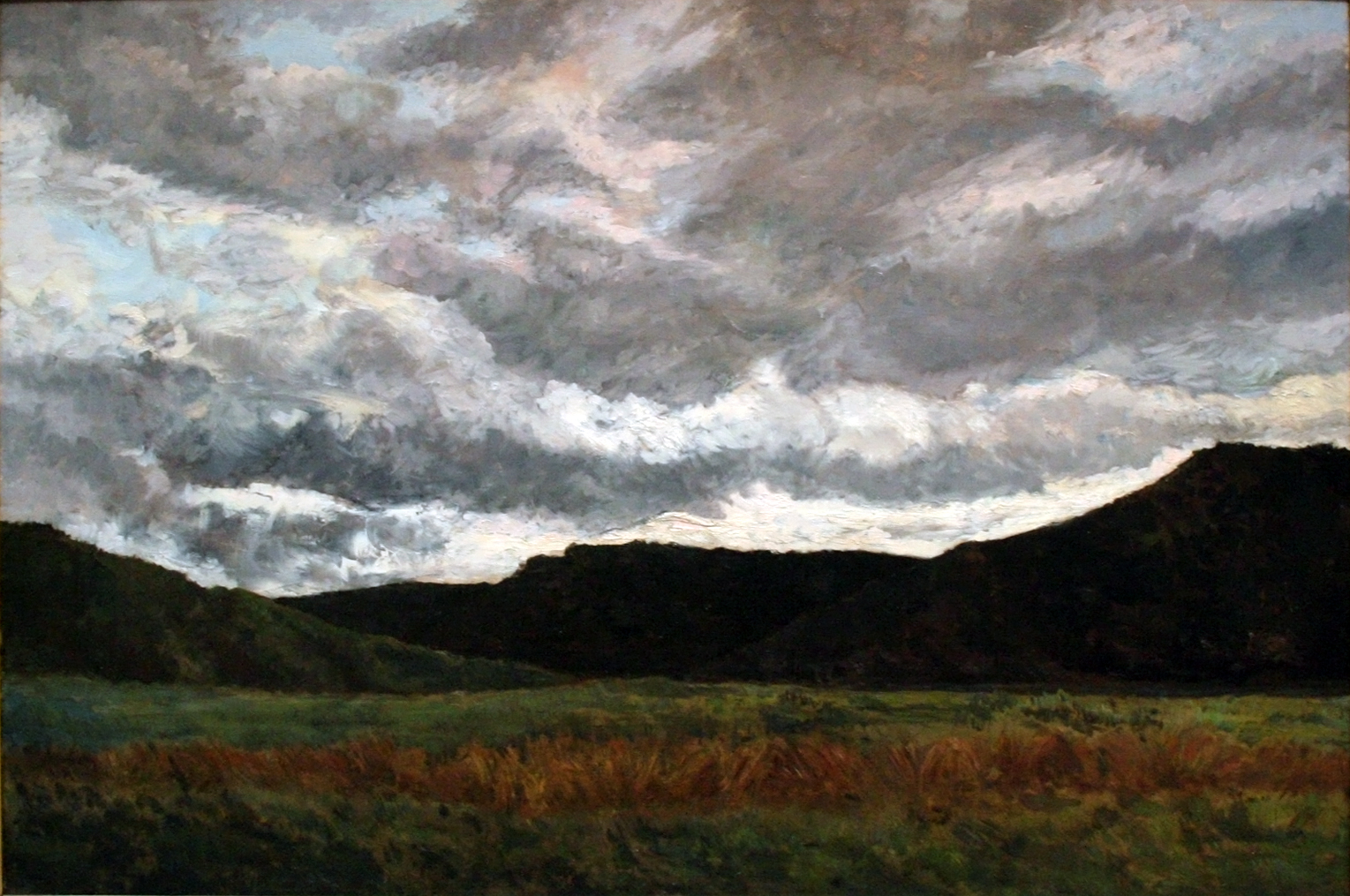
Na het avondlijk onweer, 1870 - 71, Museum voor Schone Kunsten, Gent

Het jaar 1871 was zijn meest productieve jaar. Ook de Maas- en Scheldevalleien deelden toen zijn voorkeur. De laatste vier jaren van zijn leven trok Boulenger met zijn echtgenote elke zomer naar de Maasvallei, in de omgeving van Anseremme, Dinant en Waulsort. Hij ontdekte hier een natuur die totaal verschilde van de omgeving van Tervuren. De doeken Gezicht op Dinant (1870) en Herfstochtend te Anseremme (1872-1873) stammen uit die periode. Hij ontmoette tevens langs de oevers van de Maas de Waalse schilder Félicien Rops. Zijn schilderstijl evolueerde van een realistische stijl naar een meer emotionele, gevoelsmatige inbreng in zijn doeken. Men kan dergelijke doeken beschouwen als een voorloper van het Belgisch impressionisme. Deze richting zou door zijn vriend Guillaume Vogels verder uitgewerkt worden.
Alcoholmisbruik en zijn zenuwziekte eisten hun tol. Bovendien ging zijn zicht erop achteruit. Hij moest in 1873 naar Brussel terugkeren voor geneeskundige verzorging. Boulenger stierf in een troosteloos hotel in Brussel, in de zomer van 1874, "... na een leven vol zowel van pathetisch leed als van enthousiasmerende verrukkingen.", zoals A. A. Moerman schrijft.

## Etsen
Boulanger heeft slechts zeven etsen gemaakt gedurende zijn loopbaan. De molen en De weide verschenen in 1876 het tijdschrift L'Art Universel (het lijfblad van de Société Libre des Beaux-Arts). De ets Maneschijn verscheen waarschijnlijk nooit in een tijdschrift. De vier overige werken verschenen in 1869 in het boek Ulenspiegel van Charles De Coster: Soetkin (getekend door Boulanger maar geëtst door Gustave Biot), De bewaker van het aangeslagen goed, Toen waren de weiden overstroomd en De weerwolf.

## Besluit

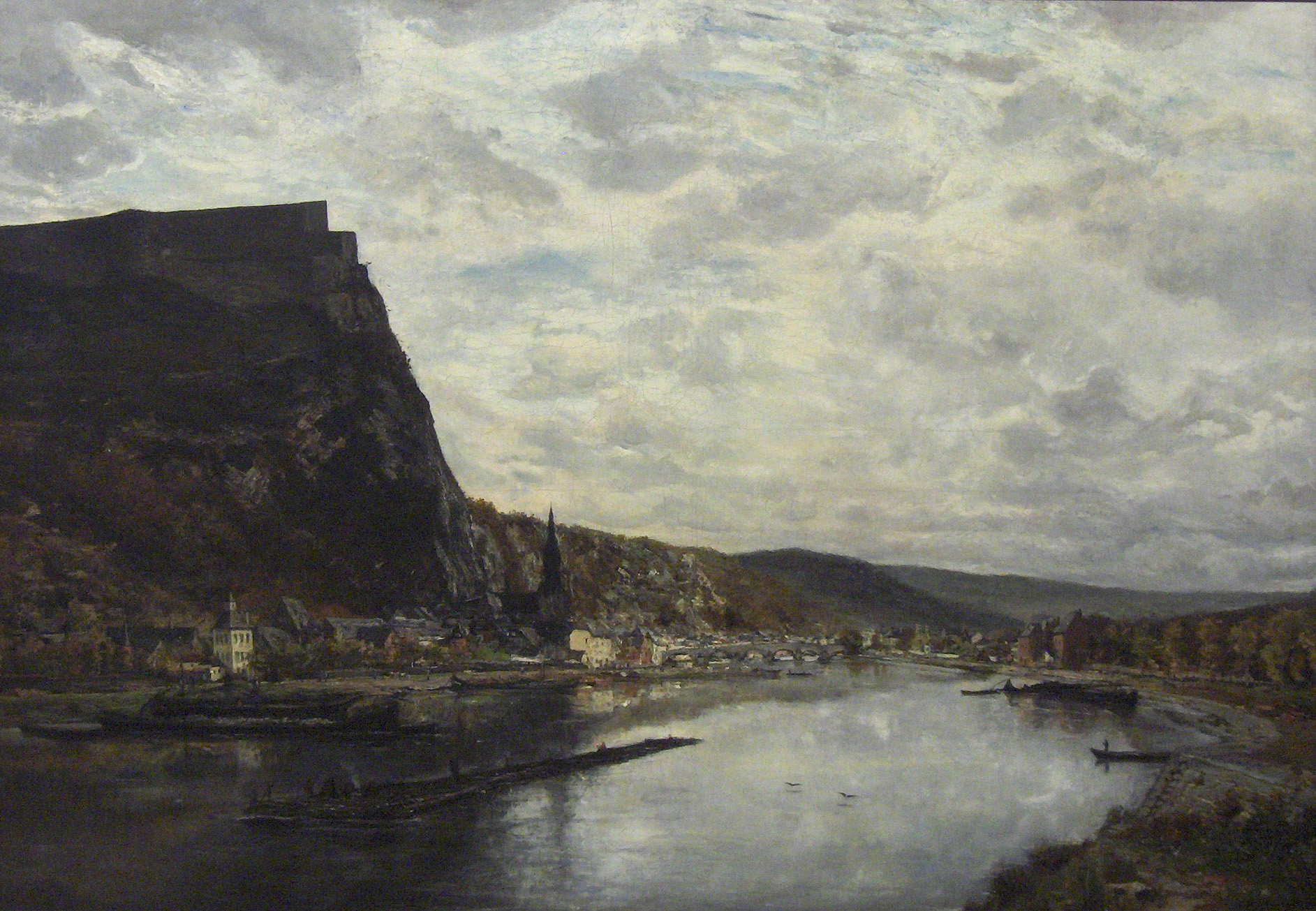
Gezicht op Dinant (1870)
K.M.S.K., Brussel

Tussen 1850 en 1870 was Boulenger, als voornaamste exponent van de Tervuurse School, de grote vernieuwer in de Belgische landschapschilderkunst. Hij vertoonde een duidelijke voorliefde voor een sombere, gevoelsgeladen natuur, die hij weergaf in een rijk, maar donker coloriet en in een overwegende grijze toon. Hij week af van de gebruikelijke regels van het 'paysage-historique', een categorie uit de prestigieuze Prix de Rome, en introduceerde een grotere vrijheid in de technische uitwerking van het landschap, waarbij het spel van het licht een grote rol speelt. Vanaf de jaren 1870 vertoonde hij een voorkeur voor dramatische weergave van de lucht, weergegeven met een vluchtige toets.
Deze gedreven kunstenaar kan beschouwd worden als het prototype van de Belgische romantisch-realistische landschapschilder.
Men vindt zijn doeken terug in de musea van Antwerpen, Bergen, Brussel, Doornik, Elsene Sint-Joost-ten-Node, Sint-Niklaas, Tervuren, Verviers en De Mesdag Collectie in Den Haag. Er bevinden zich nog veel werken in privécollecties.
- Bibliothèque nationale de France: cb14970355t (data)
- Gemeinsame Normdatei: 119460149
- International Standard Name Identifier: 0000 0000 6660 8546
- Library of Congress Control Number: nr2003027259
- Nationale Bibliotheek van Israël: 987007286845105171
- Nederlandse Thesaurus van Auteursnamen: 070340331
- RKD-Nederlands Instituut voor Kunstgeschiedenis: 11417
- SNAC: w62v5thm
- Système universitaire de documentation: 086180371
- Union List of Artist Names: 500032858
- Virtual International Authority File: 19953335
- WorldCat: E39PBJqFMKy8Vhhq73x3D9rjG3